# Else Lehmann

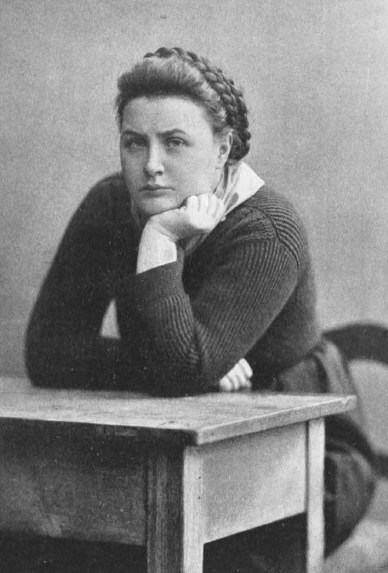
Else Lehmann 1898 in Fuhrmann Henschel am Deutschen Theater Berlin

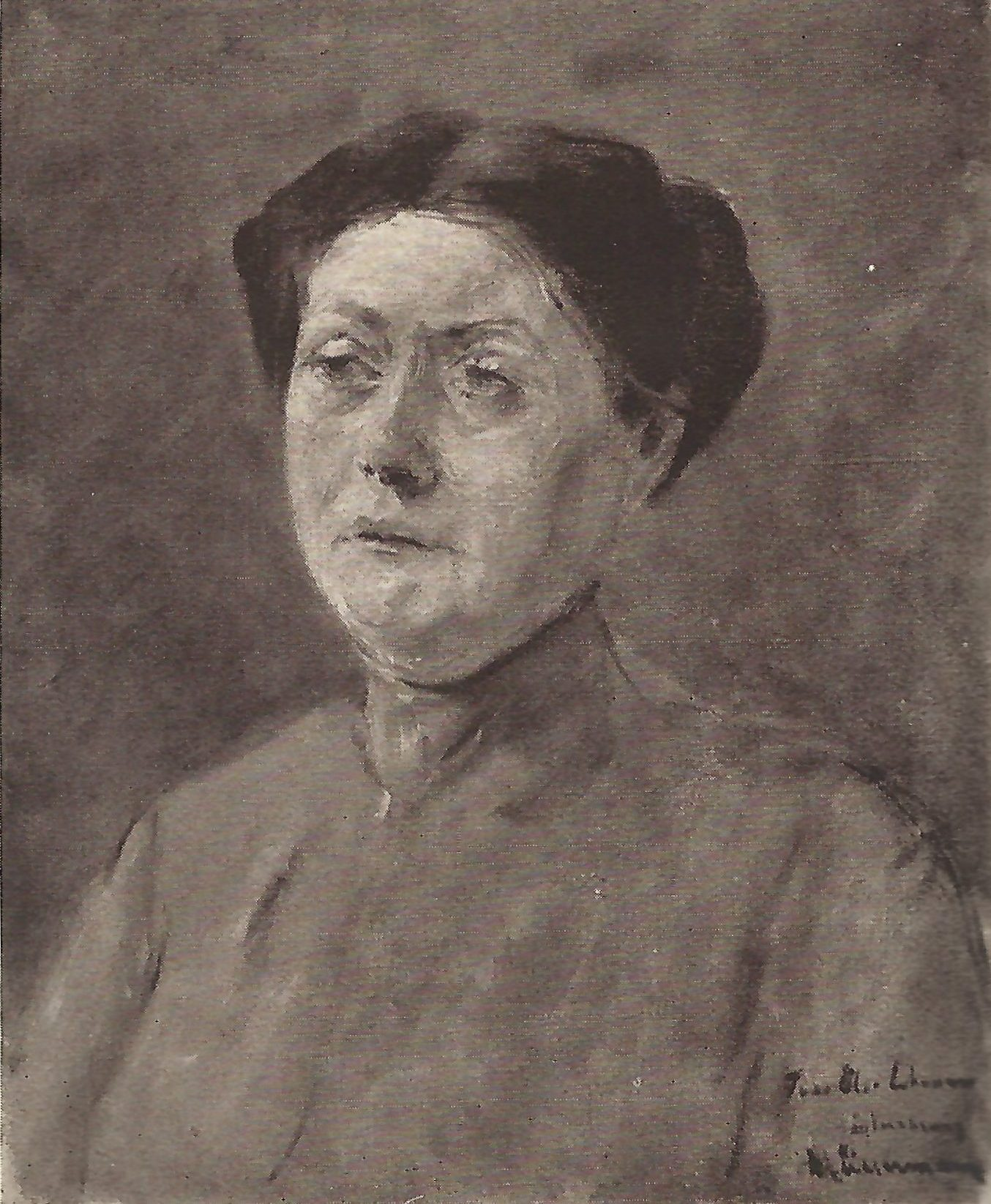
Else Lehmann auf einem Gemälde Max Liebermanns

Else Lehmann, verh. Kuh, auch Lehmann-Kuh (* 27. Juni 1866 in Berlin als Else Maria Alberta Simoni; † 1. März 1940 in Prag) war eine deutsche Schauspielerin.

## Leben
Else Simoni war die Tochter der aus Koschmin stammenden Thekla von Simoni (1836–1897). Ihre Mutter heiratete 1870 den Versicherungsbeamten Albert Lehmann (1831–1874), und Else übernahm den Nachnamen ihres Stiefvaters.
Sie besuchte eine Klosterschule und nahm danach Schauspielunterricht bei Regisseur Franz Kierschner. Ihr Debüt gab sie 1885 am Bremer Stadttheater als Page in Lohengrin.
Danach tourte sie durch Deutschland und gastierte in Trier, Metz und Sondershausen. 1888 gelangte sie an das Wallner-Theater in Berlin. Otto Brahm gab ihr die Rolle der Helene Krause in der (Matinee-)Uraufführung von Vor Sonnenaufgang am 20. Oktober 1889 durch die Freie Bühne im vom Verein hierfür gemieteten Berliner Lessingtheater. Diese Aufführung verhalf ihr zum Durchbruch, legte sie aber auch bereits als Interpretin des deutschen Naturalismus, besonders der Stücke von Gerhart Hauptmann, fest. Eine ihrer schauspielerischen Eigenarten war das natürliche, Sympathie gewinnende „unter Tränen Lachen können“, für das schon die zeitgenössische Theaterkritik ihr Anerkennung zollte.
1891 erhielt sie ein Engagement am Deutschen Theater. Bei der Uraufführung von Die Weber 1893 beeindruckte sie als Luise Hilse und noch stärker im gleichen Jahr als Frau Wolff in Der Biberpelz. 1898 verkörperte sie Hanne Schäl in Fuhrmann Henschel, 1903 übernahm sie die Titelrolle von Rose Bernd. 1905 folgte sie Intendant Otto Brahm an das Lessingtheater.
1911 stellte sie die erste „Frau John“ in Die Ratten dar und 1920 „Frau Vockerath“ in Einsame Menschen. Außer in Hauptmanns Stücken sah man Else Lehmann zum Beispiel in Karl Schönherrs Volk in Not (1917), als „Ella Rentheim“ in Ibsens John Gabriel Borkman (1917) und als „Frau Alving“ in seinen Gespenstern sowie in Kabale und Liebe (1924 im Theater in der Josefstadt).
Frühe Schwerhörigkeit erzwang bereits in den 1920er Jahren das Ende ihrer Theaterlaufbahn. Sie zog nach Prag zu ihrem Ehemann, dem Journalisten und Zeitungsbesitzer Oskar Kuh (1858–1930). Dort wurde sie Mitglied des Deutsch-tschechischen Bühnenklubs. Kurz vor ihrem Tod besuchte sie hier im Dezember 1939 Erich Kästner.

## Rezeption
In der Novelle Bigram von Bruno Frank (1921) unterhält sich der Protagonist Paul Bigram in Venedig mit der italienischen Schauspielerin Gemma Pavese:
„Mir scheint, es gibt nur eine Frau, die Sie übertrifft, eine einzige.“

„Nun, die Duse natürlich,“ sagte Gemma und zuckte die Achseln, als über etwas leider Selbstverständliches.

„Ich denke nicht an die Duse.“

„Noch eine zweite also! Und in Deutschland natürlich?“

„In Deutschland, ja. Else Lehmann heißt sie. Diese Frau ist nicht schön, sie ist höchst unelegant, sie hört schlecht und sie lispelt ...“

„Sie machen sich lustig über mich.“

„... aber wenn Sie ihre dicken Arme öffnet, um ein Kind zu umfassen, oder wenn sie stottert vor Angst oder Scham oder verhaltener Liebe, oder wenn sie in höchster Not die Hand zum Munde führt, – so, sehen Sie, mit geschlossenen Fingern, und dazu ihren plumpen Kopf ein wenig hin und her wiegt, dann ist es, als erführe man das Letzte über den Menschen, und das Mitleid verbrennt einem die Brust. Nein, es gibt nichts Schöneres auf der Erde.“

## Eine Anekdote um das Porträt von Max Liebermann
„Mit großem Eifer malte er. Weil er aber gern dabei plauderte, kam er ins Erzählen und erzählte auch Witze und Anekdoten, wie sie eigentlich sonst nur unter Männern erzählt werden.“
Else Lehmann nahm das als gute Menschenkennerin ruhig hin. Und zum Schluss, als das Bild fertig war, sagte Liebermann: „Wissen Sie was – Sie jefallen mir! Mit Ihnen kann man wenigstens anständig reden. Ich schenke Ihnen das Bild!“